# 威廉·埃因托芬
威廉·埃因托芬（Willem Einthoven，1860年5月21日—1927年9月29日）是一位荷蘭醫師與生理學家。 他於1895年發明了第一台實用心電圖機（ECG或EKG），並因此獲得1924年諾貝爾生理學或醫學獎（“因發現心電圖的機制”）。

## 生平

心电图中QRS複合波和邻近的节段，在心动周期中，心房收缩开始于P波；心室收缩始于QRS波群的Q波

心动周期（英語：cardiac cycle，也翻译为心搏周期）是一个心脏生理学术语，指从一次心跳的起始到下一次心跳的起始，心血管系统所经历的过程。它包括两个阶段：舒张期和收缩期。

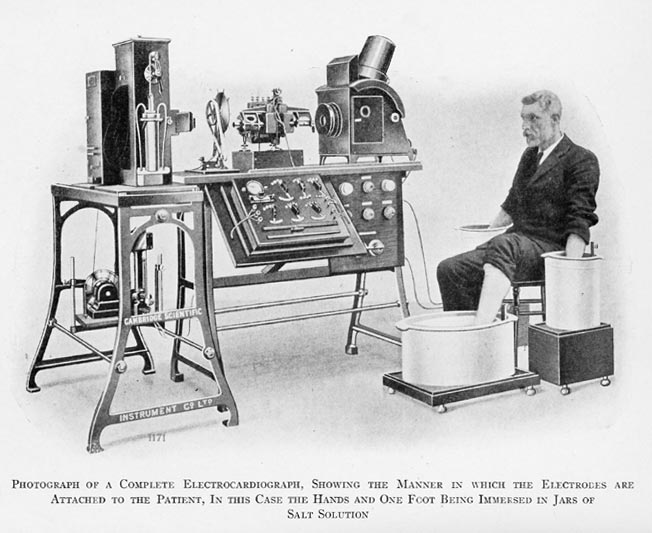
早期的心電圖設備

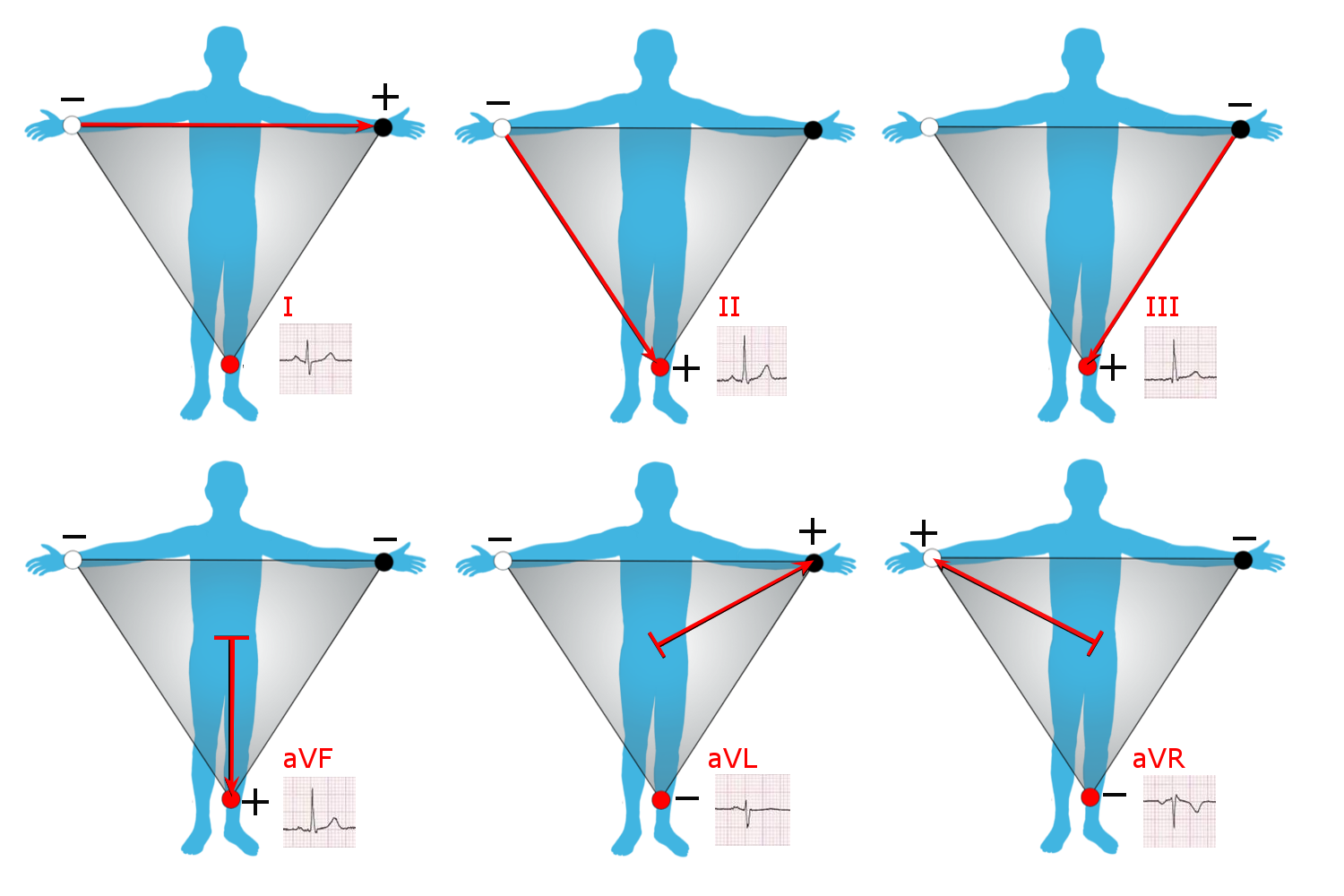
艾因托芬三角形的圖形表示

埃因托芬出生於當時屬於荷屬東印度(現印度尼西亚)的爪哇島三寶瓏，他的父親是一位醫生，在他小時候便過世。父親過世之後，埃因托芬的母親在1870年帶他與其他小孩回到荷蘭，並定居在烏得勒支。 他的父親有猶太和荷蘭血統，母親有荷蘭和瑞士血統。
1885年埃因托芬獲得烏特勒支大學的醫學學位，並且在1886年成為萊頓大學的教授。他在1903年發明了最早的心電圖與量測裝置，普通的檢流計無法檢測出被肌肉與骨骼所阻隔的心臟所發出的微弱電流，為了檢測心臟的微弱電流，所以埃因托芬將細導線置於強力磁場中，在磁力的作用下導線會微弱的移動，用光將導線的影子投射到紙上，連續記錄下來就可以得到心電圖。該裝置因電磁鐵需要冷卻的緣故，重達270公斤，需要5個人進行操作。
現在的心電圖測量儀器已經不使用埃因托芬所發明的裝置，但是人們仍然繼續使用他所發明的心電圖解讀與分析方式。
儘管後來的技術進步帶來了更好、更便攜的心電圖設備，但用於描述心電圖的許多術語都起源於艾因托芬。他對各種偏轉的字母 P、Q、R、S 和 T 的分配仍在使用。術語“艾因托芬三角形”就是以他的名字命名的。它是指以胸部為中心、手臂和腿部上的標準引線為點的假想倒等邊三角形。
在開發出弦式檢流計後，艾因托芬繼續描述了許多心血管疾病的心電圖特徵。後來，艾因托芬將注意力轉向聲學研究，特別是他與 P. Battaerd 博士一起研究的心音。
因發明此裝置，在1924年獲得諾貝爾生理學或醫學獎。1927年，埃因托芬逝世於荷蘭萊頓（Leiden）。

## 外部連結
- 心电图[永久]
- （英文）威廉·埃因托芬誕辰159週年 （页面存档备份，存于） – 谷歌塗鴉